# سعد بن ابی‌وقاص
ابواسحاق سعد بن ابی‌وقاص بن وهیب زهری قریشی (به عربی: أَبُو إِسْحَاق سَعْدُ بْنُ أَبِي وَقَّاصِ بْنِ وُهَيْبٍ اَلزُّهْرِيُّ الْقُرَشِيُّ)، فرمانده عرب مسلمان و یک تن از عشره مبشره بود. او بنیان‌گذار کوفه بود و در زمان عمر بن الخطاب فرماندار آن بود. او در فتح ایران توسط مسلمانان نقش برجسته‌ای داشت و از صحابه و نزدیکان محمد پیامبر اسلام بود.
سعد هفتمین کسی بود که در هفده سالگی اسلام را پذیرفت. سعد در تمام نبردها در زمان حضور محمد در مدینه شرکت داشت. سعد به خاطر رهبری در نبرد قادسیه و فتح تیسفون پایتخت ساسانیان درسال ۶۳۶ میلادی مشهور است. او به عنوان فرمانده عالی ارتش راشدین در عراق خدمت کرد که خوزستان را فتح کرد و شهر کوفه را ساخت. او به دلیل شکایت از رفتارش، بعداً توسط عمر بن خطاب از سمت خود عزل شد. در جریان فتنه اول، سعد به رهبری جناح بی طرفی که اکثریت یاران محمد و پیروان آنها را در بر می گرفت و از شرکت در جنگ داخلی خودداری می کردند، شهرت داشت. سنت‌های مسلمانان چینی معتقد است که او اسلام را طی یک سفر دیپلماتیک درسال ۶۵۱ میلادی به چین معرفی کرد، اگرچه این گزارش‌ها مورد مناقشه است.
مورخان و دانشمندان سنی سعد را به دلیل همراهی با محمد و به عنوان یکی از عشره مبشره و شرکت او در جنگ بدر که شرکت کنندگان در آن در مجموع از ارج و اعتبار بالایی برخوردارند، شخصیتی ارجمند می دانند.

## دوران محمد
در منابع سنی به اسلام آوردن زود هنگام وی اشاره شده و وی را ۳، ۷ یا نهمین فردی می‌دانند که اسلام آورد و اسلام آوردنش در زمانی بود که نماز هنوز واجب نشده بود. در این منابع، آیاتی از قرآن را در شان وی نازل شده می‌دانند و وی را اولین کسی که در اسلام جنگید و تیری پرتاب کرد دانسته و به محافظتش از محمد در شب بعد از هجرت، حضورش در تمامی غزوات محمد، جمله‌ای که محمد تنها به وی (در برخی منابع به زبیر نیز) گفته که پدر و مادرم به فدایت باد و دعای محمد در مورد وی که تمامی خواسته‌های سعد برآورده شود، اشاره شده‌است.
روایاتی وجود دارد که حاکی از آن است که وقتی سعد در مکه بود و بیماری در حد مرگ گرفته بود، محمد به دیدارش رفت (در مورد موقعیت این روایت، اختلاف نظر است) و این منابع روایت می‌کنند که سعد از مرگ در مکه به علت این که قبلاً از آنجا هجرت کرده بود، بیزار بود و بخشی از ناراحتی وی به خاطر فرمانی بود که محمد داده بود مبنی بر اینکه هر مسلمانی که در حال مرگ است باید بخشی از املاکش را صدقه بدهد.

## دوران خلافت ابوبکر، عمر و عثمان
عمر بن خطاب پس از آنکه سعد را مأمور جمع‌آوری صدقه قبیله هوازن کرده بود، بعد از شکست اعراب از ایران در جنگ پل، سپاهی را به فرماندهی سعد به مرکز عراق فرستاد که توانستند در جنگ قادسیه ، سپاه ساسانیان را شکست دهند. روایتی حاکی از آن است که خود سعد در این جنگ بیمار بود و حضور فعال نداشت و اشعاری در برخی منابع در مذمت سعد به خاطر شرکت نداشتنش در جنگ نقل شده‌است. اعراب توانستند سپاه ایران را از عراق بیرون رانده و مدائن را تصرف کنند و با شکست دادن ایران در جلولا، توسط سپاهی که سعد به فرماندهی برادر زاده‌اش هاشم بن عتبه بن ابی وقاص فرستاده بود، این کار به پایان رسید. در زمان این وقایع اختلاف نظر است ولی قول معروف این است که این وقایع در سال ۱۹–۱۴ هجری/۴۰–۶۳۵ میلادی رخ داد.
بعد از فتح عراق، شهر کوفه ساخته شد که مقر پادگانی سپاه مسلمانان بود که ابتدا در قادسیه  بودند و سپس در مدائن ساکن گردیدند. گرچه فرمان ساخت این شهر به عمر نسبت داده می‌شود، اما اسکان اعراب در این شهر، تحت نظر سعد انجام گرفت و اولین والی شهر کوفه شد. چندی بعد به خاطر شکایاتی از وی توسط مردم کوفه، عمر وی را عزل نمود. مهمترین اتهاماتی که به وی وارد شده بود، این بود که وی نمی‌تواند نماز جماعت را به خوبی برقرار کند. در منابع موارد دیگری از شکایات مردم کوفه مانند قضاوت ناعادلانه، تقسیم نامناسب غنایم و عدم توانایی در فرماندهی لشکر کشی‌ها، اشاره شده‌است. در برخی روایات در مورد علت عزل سعد آمده که عمر، سعد را به خاطر تجمل گرایی و عیش و نوش و بنای عمارت یا قصر کوفه مورد ملامت قرار داد و دستور داد قصر را بسوزانند. برخی روایات غیر قطعی نیز وجود دارد که حاکی از امارت دوباره سعد بر کوفه در زمان عمر و عثمان است.
با وجود عزل سعد از امارت کوفه، عمر وی را به عنوان یکی از شش نفر اهل شور منصوب کرد که بعد از عمر در سال ۲۳ هجری/۶۴۴ میلادی، خلیفه را تعیین کنند. البته برخی مورخان و محدثان مانند واقدی، موسی بن عقبه و زهری، عضویت وی در اهل شور را رد می‌کنند. در این هنگام، عمر اعلام کرد که سعد را به خاطر خیانت یا ضعف از کوفه بر کنار نکرده‌است و اگر سعد خلیفه شد، باید پذیرفته شود و اگر کس دیگری خلیفه شد، باید به توصیه‌های سعد عمل کند.

## دوران خلافت علی و معاویه
آخرین وقایع مهم زندگی سعد مربوط به زمان جنگهای علی و معاویه می‌گردد. وی موضع بی‌طرفی اتخاذ کرده بود و وقتی به وی گفته می‌شود که موضع خود را مشخص کند، می‌گفت که شمشیری به من بدهید تا مؤمن را از کافر تمیز دهم تا به شما بپیوندم. گاهی این بی‌طرفی مفهومی زاهدانه و تارک دنیا گونه پیدا می‌کرد. سعد با اینکه خدمات قابل توجهی در اسلام انجام داده بود، ادعای خلافت نکرد. روایات در مورد حضور یا عدم حضور وی در نشست حکمیت در اذرح گوناگون است. برخی روایات می‌گویند پس از قتل عثمان، سعد با علی بیعت کرد
سعد سالهای پایانی عمر خود در قصرش در منطقه عقیق نزدیک مدینه زندگی می‌کرد و پس از مرگش توسط معاویه به مدینه آورده شد و در بقیع به خاک سپرده شد و مروان بن حکم والی وقت مدینه، بر جنازه‌اش نماز خواند. تاریخ‌های متفاوتی از سال مرگ سعد گزارش شده (بین ۵۷–۵۰ هجری/۸–۶۷۰ میلادی) و سنش را در این هنگام بین ۷۰ تا ۸۰ گزارش کرده‌اند. دانشنامه اسلام معتقد است که در منابع در مورد سعد، بزرگنمایی شده و شان وی بالا برده شده و به جنبه‌های دینی، شرعی و سایر موارد زندگی اش به‌طور داستان گونه اشاره شده‌است.